# Paleoklimatologija
Paleoklimatologija je znanost o klimatskim promjenama koje su se zbivale tijekom čitave Zemljine prošlosti. Ona se koristi zapisima iz ledenih pokrivača, godova, sedimenta i stijena kako bi odredila prošla stanja klimatskog sustava na Zemlji.

## Rekonstrukcija drevne klime
Paleoklimatolozi primjenjuju mnogo različitih tehnika kako bi izveli zaključke o drevnim klimama.
LedPlaninski ledenjaci i polarne kape/ledeni pokrivači čine glavninu izvora podataka u paleoklimatologiji. Nedavni projekti vađenja ledenih jezgara u ledenim kapama Grenlanda i Antarktike pružili su podatke koji potječu nekoliko stotina tisuća godina unatrag—preko 800.000 godina u slučaju projekta EPICA.
- Unutar ovih slojeva znanstvenici su pronašli pelud što im je omogućilo procjenu ukupne količine biljnog rasta te godine pomoću brojanja peluda. Tankoća sloja može pomoći u određivanju količine oborina u toj godini. Određeni slojevi sadrže pepeo iz vulkanskih erupcija.
- Zrak zarobljen unutar napadalog snijega nakuplja se u sićušne mjehuriće koji nastaju tako što snijeg od sljedeće godine pritisne prošlogodišnji snijeg sve dublje u led unutar ledenjaka. Zarobljeni zrak pokazao se strahovito vrijednom izvorom za izravno mjerenje sastava zraka u vrijeme formiranja leda.
- Budući da se stope isparavanja molekula vode s neznatno težim izotopima vodika i kisika blago razlikuju između toplijih i hladnijih razdoblja, promjene u prosječnoj temperaturi površine oceana reflektiraju se u neznatno različitim omjerima između tih izotopa. Prema omjerima navedenih izotopa detektirani su različiti ciklusi.

DendroklimatologijaZnanost prikuplja klimatske informacije iz godova drveća. Godovi živućih stabala velike dobi pružaju podatke unatrag nekoliko stoljeća do nekoliko tisućljeća. Starija nedirnuta stabla koja su se oduprijela raspadu mogu pružati informacije iz još starijeg vremenskog razdoblja tako što se identificiraju obrasci koji se podudaraju godovima poznate dobi kod živih stabala. Godovi petrificiranog drveća pružaju paleoklimatološke podatke za mnogo veći vremenski raspon. Sam fosil se datira pomoću radioaktivnog datiranja unutar široke margine pogreške. Sami godovi mogu dati informacije o padalinama i temperaturi tijekom određene epohe.
U većem vremenskom mjerilu geolozi koriste sedimentske zapise za referiranje o podatcima.
Sedimentni sadržaj
- Sedimenti, koji su ponekad litificirani i oblikuju stijene, mogu sadržavati ostatke očuvane vegetacije, životinja, planktona ili peluda, koji mogu biti karakteristični za određene klimatske zone.
- Biomarkerne molekule poput alkenona mogu dati informacije o svojoj temperaturi formacije.
- Kemijski potpisi, posebice omjer Mg/Ca u kalcitu u testovima foraminifera, mogu se koristiti u rekonstrukciji prošle temperature.
- Izotopni omjeri mogu pružati dodatne informacije. Specifično se to odnosi na zapis δ18O koji odgovara promjenama temperature i volumena leda, dok zapis δ13C reflektira raspon faktora koji su često teški za rasplitanje.

Sedimentna licaU duljoj vremenskoj ljestvici kameni zapisi mogu pokazivati znakove spuštanja i podizanja morske razine; štoviše, mogu se identificirati obilježja poput "fosiliziranih" pješčanih dina. Znanstvenici mogu obuhvatiti veće klimatsko razdoblje proučavajući sedimentne stijene stare nekoliko milijardi godina. Podjela Zemljine prošlosti u odvojena razdoblja uglavnom se zasniva na vidljivim promjenama u slojevima sedimentnih stijena koji demarkiraju glavne promjene u uvjetima. Često oni predstavljaju glavne promjene u klimi.
KoraljiKoraljni "prstenovi" slični su godovima drveća, samo što oni odgovaraju na različite stvari kao što je temperatura vode i djelovanje valova. Iz ovog izvora pomoću odgovarajuće opreme može se saznati o temperaturi morske površine i slanosti vode tijekom proteklih nekoliko stoljeća. δ18O iz koraljno crvenih algi pruža korisne aproksimacije površinske temperature mora na većim geografskim širinama na kojima su ograničene mnoge tradicionalne tehnike.

### Ograničenja
Svim zapisima smanjuje se korisnost što se više ide u prošlost. Najstarija ledena jezgra izvađena je na Antarktici te je bila stara 800.000 godina. Međunarodni napori vrše se na istoj lokaciji kako bi se izvadila jezgra stara 1,2 milijuna godina. Duboki morski zapisi, koji čine većinu izotopskih podataka, postoje samo na oceanskim pločama, koja naposljetku podliježu subdukciji – najstariji očuvani materijal star je 200 milijuna godina. Stariji sedimenti također su skloniji raspadanju zbog dijageneze. Posljedično tome tijekom vremena smanjuju se rezolucija i povjerljivost podataka.

## Planetarna vremenska ljestvica
Više informacija: Geološka vremenska ljestvica i povijest Zemlje
Naše znanje o preciznim klimatskim događajima opada što više idemo u prošlost. Neki poznati događaji zabilježeni su ispod s naznačenom vremenskom ljestvicom radi konteksta.
- Paradoks slabog mladog Sunca (početak)
- Snježna gruda Zemlja (~800 milijuna godina)
- Andsko-saharska glacijacija (~450 milijuna godina)
- Permsko-trijasno izumiranje (251,4 milijuna godina)
- Paleocenski-eocenski termalni maksimum (paleocen-eocen, 55 milijuna godina)
- Mlađi Dryas/Veliko smrzavanje (~11.000 godina)
- Holocenski klimatski optimum (~7.000-3.000 godina)
- Klimatske promjene iz 535.-536. (535. – 536. n.e.)
- Srednjovjekovni topli period (900. – 1300.)
- Malo ledeno doba (1300. – 1800.)
- Godina bez Sunca (1816.)

## Povijest atmosfere

### Najranija atmosfera
Prvotne plinove koji su nastajali na Zemlji odnosili su solarni vjetrovi u ranoj povijesti planeta sve dok se nije uspostavilo postojano stanje, prva atmosfera. Prema današnjim vulkanskim dokazima prva je atmosfera sadržavala 80 % vodene pare, 10 % ugljikova dioksida, 5 do 7 % sumporovodika, te manje količine dušika, ugljikova monoksida, vodika, metana i inertnih plinova.
Velike kiše uzrokovale su stvaranje ogromnih oceana koji su obilovali ostalim agensima, u početku ugljikovim dioksidom, a kasnije dušikom i inertnim plinovima. Velik dio ekshalacija ugljikova dioksida ubrzo se otopio u vodi i izgradio karbonatne sedimente.

### Druga atmosfera
Starost prvih pronađenih sedimenata povezanih s vodom procjenjuje se na 3,8 milijardi godina. Otprilike prije 3,4 milijardi godina dušik je činio velik dio tada stabilne druge atmosfere. Ubrzo će se u procjenu uzimati utjecaj živog svijeta jer su pronađeni tragovi prvih životnih oblika imali starost od otprilike 3,5 milijardi godina. Činjenica kako to nije u skladu sa sunčevim zračenjem ranog Sunca, koje je u odnosu na današnje bilo 30 % manje, opisuje se kao paradoks slabog i mladog Sunca.
Geološki zapis ipak pokazuje kontinuiranu relativno toplu površinu tijekom čitavog ranog temperaturnog zapisa Zemlje s iznimkom jedne hladne glacijalne faze otprije 2,4 milijardi godina. Negdje potkraj kasne ere arheja počela se razvijati atmosfera koja je sadržavala kisik koji su proizvodile fotosintetske alge. Rana osnovna karbonska izotopija uglavnom je u skladu s onim što je pronađeno danas, a fundamentalna obilježja ciklusa ugljika uspostavljena su najranije prije 4 milijarde godina. Jan Veizer pretpostavio je 2005. ne samo to da je živi svijet nastao s pojavom stijena, nego i da je on tada bio obilniji nego što je danas, te da su fundamentalna obilježja ciklusa ugljika uspostavljena najranije prije 4 milijardi godina.

### Treća atmosfera
Akrecija kontinenata otprilike prije 3,5 miljardi godina nadodalo je tektoniku ploča koja je konstantno razmještala kontinente te također oblikovala dugoročnu klimatsku evoluciju dopuštajući prijenos ugljikova dioksida iz velikih kopnenih karbonatnih spremišta. Slobodni kisik nije postojao sve do prije 1,7 Ga, a to se može vidjeti praćenjem razvoja crvenih dna i kraja slojevitih željeznih formacija. To označava prijelaz iz reducirajuće atmosfere u oksidirajuću atmosferu. 02 je pokazivao veće uspone i padove sve do postizanja postojanog stanja od više od 15 %. Sljedeći vremenski raspon bio je fanerozoik tijekom kojeg su se počeli pojavljivati oblici metazoanskog života koji su koristili kisik za disanje.

## Klima tijekom geoloških doba

### Prekambrijska klima
U prve tri četvrtine Zemljine povijesti može se pronaći samo jedna veća glacijacija u geološkom zapisu. Otprilike 950 milijuna godina Zemljina klima pravilno se izmjenjivala između glacijacija, koje su bile opsežne ili su obuhvaćale samo područje polarnih kapa, te ekstenzivnih tropskih klima. Vremenska ljestvica tih izmjena proteže se na gotovo 140 milijuna godina i mogla bi biti povezana sa Zemljinim gibanjem unutar galaktičkih spiralnih krakova, a usporedbom s prethodnim vremenom, značajno je reducirala solarni vjetar.
Klima kasnog prekambrija pokazala je neke veće glacijacijske događaje koji su se prostirali nad velikim dijelom Zemlje. U to su vrijeme kontinenti bili okupljeni u superkontinent nazvan Rodinija. Pronađeni su masivni depoziti tilita i anomalnih izotopskih potpisa koji potvrđuju (kontroverznu) hipotezu o snježnoj grudi Zemlja. Kako se proterozoički eon bližio kraju, Zemlja se započela zagrijavati. Do zore kambrija i fanerozoika životni oblici bili su mnogobrojni pogotovo pojavom kambrijske eksplozije kada je prosječna globalna temperatura iznosila oko +22 °C.

## Klima fanerozoika
Glavni pokretači u predindustrijskim dobima bile su varijacije Sunca, vulkanskog pepela i ekshalacija, relativna gibanja Zemlje prema Suncu, te tektonski inducirani efekti kod glavnih morskih struja, razvodnica i oscilacija oceana. Rani fanerozoik posebno pokazuje rasprezanje relativno visokog sadržaja ugljikova dioksida i značajne globalne glacijacije. Royer et al. pronašli su 2004. kako je u ostatku fanerozoika postojala klimatska osjetljivost za koju su izračunali da je bila nalik današnjem modernom rasponu vrijednosti.
Razlika u globalnoj srednjoj temperaturi između potpuno glacijalne Zemlje i Zemlje oslobođene od leda procijenjena je na približno 10 °C, iako su se veće promjene događale na većim geografskim širinama, dok su na manjim širinama one bile manje. Uvjet za nastanak opsežnih ledenih pokrivača čini se da je bio raspored kontinentalnih kopnenih masa na polovima ili blizu njih. Kako je tektonika ploča neprestano izmjenjivala raspored kontinenata, ona je istovremeno oblikovala dugoročnu klimatsku evoluciju. Ipak, prisutnost ili odsustvo kopnenih masa na polovima nije bilo dostatno da zajamči glacijacije ili isključi polarne ledene kape. Postoje dokazi prošlih toplih perioda u Zemljinoj klimi kada su polarne kopnene mase nalik Antarktici bile dom listopadnim šumama umjesto ledenih pokrivača.
Relativno topao lokalni minimum između jure i krede poklopio se s raširenom tektonskom aktivnošću, npr. raspadom superkontinenata.
Unutar dugoročne evolucije između toplih i hladnih klima pojavljivale su se mnoge kratkoročne fluktuacije u klimi slične, a ponekad i ozbiljnije od izmjena glacijalnih i interglacijalnih stanja prisutnog ledenog doba. Neke od najozbiljnijih fluktuacija, poput paleocensko-eocenskog termalnog maksimuma, mogu se povezati s ubrzanim klimatskim promjenama zbog iznenadnih urušaja prirodnih rezervoara metan klatrata u oceanima (vidi metanov klatrat).
Sličan pojedinačan događaj koji je nakon udara meteorita inducirao ozbiljnu klimatsku promjenu označen je kao uzrok masovnom izumiranju na prijelazu iz krede u tercijar. Ostali veći prijelazi bili su permsko-trijasna i ordovicijsko-silurna izumiranja s različitim pretpostavljenim razlozima.

## Kvartarna subera
Kvartarna subera uključuje trenutačnu klimu. U tom se razdoblju zbio ciklus ledenih doba tijekom proteklih 2,2-2,1 milijuna godina (počevši prije kvartara u kasnom periodu neogena).
Primijetite na grafikonu na desno veliki 120.000-godišnji periodicitet ciklusa, te zapanjujuću asimetriju krivulja. Vjeruje se kako je ova asimetrija rezultat složenih interakcija mehanizama povratne sprege. Promatranjem je utvrđeno kako se ledena doba produbljuju progresivnim koracima, no oporavak na interglacijalne uvjete pojavljuje se u jednom velikom koraku.

## Kontrolirajući faktori

### Kratkoročni (104 do 106 godina)
Geološki kratkoročne (<120.000 godina) temperature vjerojatno su uzrokovane orbitalnim faktorima (vidi Milankovićevi ciklusi) koji su amplificirani promjenama u stakleničkim plinovima. Raspored kopnenih masa na Zemljinoj površini vjerojatno utječe na učinak tih orbitalnih prisilnih efekata.

### Srednjoročni (106 do 108 godina)
Kontinentalni drift utječe na termohalinsku cirkulaciju koja prenosi vrućinu između ekvatorskih regija i polova kao što to čini širina polarnog ledenog pokrova.
Vremensko pojavljivanje ledenih doba kroz geološku povijest dijelom je pod kontrolom položaja kontinentalnih ploča na površini Zemlje. Kada su kopnene mase koncentrirane blizu polarnih područja, postoji povećana vjerojatnost da će se ondje akumulirati snijeg i led. Malene promjene u sunčevoj energiji mogu poremetiti ravnotežu između ljeta tijekom kojih se zimska snježna masa u potpunosti otapa i ljeta tijekom kojih se zimski snijeg zadržava do sljedeće zime. Vidi web stranicu projekta Paleomap za slike distribucije polarnih kopnenih masa tijekom vremena.
Komparacije rekonstrukcija kontinenata u tektonici ploča i paleoklimatskih istraživanja pokazuju da Milankovićevi ciklusi imaju najveći efekt tijekom geoloških era kada su kopnene mase bile koncentrirane u polarnim regijama, kao što je to današnji slučaj. Danas su Grenland, Antarktika, sjeverni dijelovi Europe, Azija i Sjeverna Amerika smješteni tako da bi malena promjena u sunčevoj energiji poremetila ravnotežu između cjelogodišnjeg zadržavanja snijega/leda i potpunog ljetnog otapanja. Prisutnost snijega i leda dobro je proučen mehanizam pozitivne povratne sprege za klimu. Danas se smatra kako je Zemlja sklona ledenodobnim glacijacijama.
Drugi predloženi faktor u dugoročnoj promjeni temperature je hipoteza izdizanja i trošenja, koju je 1899. prvi predložio T. C. Chamberlin, a kasnije neovisno o njemu isto su učinili Maureen Raymo i suradnici 1988. godine. Hipoteza pretpostavlja kako planinski lanci, tijekom svojeg izdizanja, izlažu minerale trošenju što rezultira u njihovoj kemijskoj konverziji u karbonate čime se uklanja CO2 iz atmosfere, pa se Zemlja počinje hladiti. Drugi su predlagali slične efekte koji nastaju zbog promjena u prosječnoj razini podzemne vode i posljedičnih promjena u biološkoj aktivnosti ispod površine i razine pH.

### Dugoročni (108 do 109 godina)
Predloženo je kako dugoročna galaktička gibanja Sunca imaju glavni utjecaj na Zemljinu klimu. Postoje dva glavna gibanja, a prvo i najznačajnije gibanje je Sunčevo gibanje po svojoj orbiti oko galaktičkog centra s periodom obrta od 240 milijuna godina. Budući da se ovaj period razlikuje od rotacijskog perioda galaktičkih spiralnih krakova, Sunce te Zemlja zajedno s njim periodično će prolaziti kroz krakove (procjene perioda nisu pouzdane i razlikuju se od 143 milijuna godina do 176 milijuna godina). Drugo gibanje je oscilatorno klateće gibanje nalik plutajućoj bovi koje periodično treba Suncu za prolazak kroz galaktički disk. Period klatećeg gibanja je 67 milijuna godina tako da se prolaz kroz galaktičku ravninu zbiva svakih 33 milijuna godina. Uzročna veza između tih galaktičkih gibanja i klime postulirana je efektom reduciranja protoka kozmičkih zraka prilikom ulaska u gušće regije galaktike. Veizer tvrdi da smanjenje protoka kozmičkih zraka korelira s padom temperature te predlaže kako bi moguća uzročna veza bila povećana ionizacija aerosola u atmosferi što bi stvaralo više kondenzacijskih nukleusa za formiranje oblaka. Stoga Zemljin albedo raste, reflektirajući sunčevo zračenje i snizujući Zemljinu temperaturu. Tvrdnje Henrika Svensmarka kako protok kozmičkih zraka snažno utječe na kratkoročne klimatske promjene ipak je jako kontroverzno i mnogi ga dovode u pitanje.
Također je predloženo da postoji nekakva korelacija između tih galaktičkih ciklusa i geoloških perioda. Razlog tome sažet je u postulatu koji govori kako Zemlja doživljava mnogo udarnih događaja pri prolazu kroz galaktičke regije visoke gustoće. Događajima masovnog izumiranja mogu pridonijeti i klimatske promjene i iznenadni udari.

### Vrlo dugoročni (109 godina ili više)
Jan Veizer i Nir Shaviv predložili su interakciju kozmičkih zraka, solarnog vjetra i raznih magnetskih polja radi objašnjavanja dugoročne evolucije Zemljine klime. Prema Shavivu rano Sunce je emitiralo snažniji solarni vjetar sa zaštitnim efektom protiv kozmičkih zraka. U tom ranom dobu umjeren efekt staklenika usprediv s današnjim bio bi dovoljan za objašnjenje Zemlje bez leda i paradoksa slabog i ranog Sunca. Solarni minimum prije otprilike 2,4 milijardi godina konzistentan je s uspostavljenom modulacijom protoka kozmičkih zraka koja nastaje varijabilnom stopom zvjezdane formacije u Mliječnoj stazi, a u to je vrijeme naznačen i događaj masovnog izumiranja. U posljednjih milijardu godina solarni je vjetar značajno utihnuo. Tek su u ovom novijem vremenu prolasci heliosfere kroz spiralne krakove galaksije mogli osigurati snažan i pravilan modulirajući utjecaj nalik gore opisanome.
Tijekom vrlo dugog roka energijski izdatci Sunca postupno su se povećavali sa stopom od 5 % na milijardu (109) godina, te će nastaviti tako rasti sve dok ne dosegnu kraj svoje trenutačne faze stelarne evolucije.

## Više informacija
- Geološki temperaturni zapisi
- Paleotermometrija, znanost o drevnim temperaturama
- Paleotempestologija, znanost o aktivnostima tropskih ciklona tijekom prošlosti
- Dendroklimatologija
- Povijesna klimatologija, znanost o klimi tijekom ljudske povijesti (nasuprot Zemljinoj)
- CLIWOC, klimatološka baza podataka za svjetske oceane (1759-1854)
- Shen Kuo, kineski znanstvenik iz 11. stoljeća koji je realizirao mogućnosti paleoklimatologije dok je promatrao drevne petrificirane bambuse zakopane u zemlju u sjevernoj, suhoj klimi
- Paleokarta, karta različitih doba i klima na Zemlji

## Vanjske poveznice
- A Brief Introduction to History of Climate, izvrstan pregled prof. Richarda A Mullera s UC Berkleyja.
- NOAA Paleoclimatology  Arhivirana inačica izvorne stranice od 5. veljače 2017. (Wayback Machine)
- AGU Paleoklimatologija i dinamika klimatskih sustava  Arhivirana inačica izvorne stranice od 9. srpnja 2009. (Wayback Machine)
- Paleoklimatologija u 21. stoljeću
- Environmental Literacy Council  Arhivirana inačica izvorne stranice od 10. siječnja 2015. (Wayback Machine)
- Klimatske promjene i paleoklimatologija  Arhivirana inačica izvorne stranice od 27. veljače 2010. (Wayback Machine) News Archive
- Hipoteza izdizanja i trošenja  Arhivirana inačica izvorne stranice od 22. listopada 2008. (Wayback Machine)
- NASA's GISS paleoclimate site  Arhivirana inačica izvorne stranice od 14. srpnja 2010. (Wayback Machine)
- CalPal - Cologne Radiocarbon Calibration & Paleoclimate Research Package  Arhivirana inačica izvorne stranice od 29. listopada 2012. (Wayback Machine)
- W. F. Ruddiman: Ice-driven CO2 feedback on ice volume
- Brze klimatske promjene  Arhivirana inačica izvorne stranice od 29. lipnja 2016. (Wayback Machine)
- Kratka povijest klime  Arhivirana inačica izvorne stranice od 16. prosinca 2008. (Wayback Machine)